# Округ Вајт (Индијана)
Округ Вајт (енгл. White County) је округ у америчкој савезној држави Индијана.

## Демографија
По попису из 2010. године број становника је 24.643, што је 624 (-2,5%) становника мање 2000. године.
| Група             | 2000.          | 2010.          |
| Белци             | 23.580 (93,3%) | 22.470 (91,2%) |
| Афроамериканци    | 40 (0,2%)      | 68 (0,3%)      |
| Азијати           | 62 (0,2%)      | 89 (0,4%)      |
| Хиспаноамериканци | 1.349 (5,3%)   | 1.746 (7,1%)   |
| Укупно            | 25.267         | 24.643         |